# Seriózní muž
Seriózní muž, anglicky A Serious Man, je ponurá komedie z roku 2009, kterou napsali, produkovali a režírovali Joel a Ethan Coenovi. Michael Stuhlbarg hraje hlavní roli židovského profesora z Minnesoty, jehož život se rozpadá jak po profesionální, tak po osobní stránce, což ho vede k pochybám o jeho víře. Film získal velmi pozitivní kritiky, nominaci na Zlatý glóbus pro Stuhlbarga a nominaci na Oscara za nejlepší film v roce 2009.

## Zápletka
V polském štetlu na začátku 20. století, Žid vypráví své manželce o tom, že mu na cestě domů pomohl Traitle Groshkover, kterého k nim pozval na polévku. Jeho manželka ale namítá, že Groshkover je mrtvý, a jejich návštěvník tedy musí být dybuk. Groshkover (Fyvush Finkel) se jejímu tvrzení při příchodu vysměje, načež manželka bodne Groshkovera do hrudníku jehlou na led. Krvácející Groshkover odchází do sněžné noci.
V Minnesotě v roce 1967, Larry Gopnik (Michael Stuhlbarg) – profesor fyziky – se znenadání dozvídá od své manželky, že se s ním chce rozvést, aby si mohla vzít ovdovělého Sy Ablemana (Fred Melamed).
S Larrym a Judith žijí v jejich domě další 3 lidé. Jejich syn Danny (Aaron Wolff), který dluží dvacet dolarů za marihuanu strach nahánějícímu spolužákovi ze školy. Peníze si ale schoval do tranzistorového rádia, které mu zabavil jeho učitel. Larryho dcera Sarah si vždy upravuje své vlasy, a jeho bratr Arthur (Richard Kind) přespává v Larryho domě na gauči a tráví svůj volný čas zapisováním „pravděpodobnostní mapy vesmíru“ do svého poznámkového bloku.
Larryho také čeká hlasování o získání pozice trvalého profesora, a jeho vedoucí katedry (Ari Hoptman) nechá proniknout ven zprávu, že anonymní dopis doporučuje komisi rozhodující o Larryho pozici jeho zamítnutí. Clive Park, student strachující se o ztrátu svého stipendia, potkává Larryho v jeho kanceláři, aby mu vysvětlil, že by nebylo moudré, kdyby ho Larry nenechal uspět v jeho předmětu. Po jeho odchodu najde Larry u sebe v kanceláři obálku s penězi. Když se pokusí peníze vrátit, Clivův otec navštíví Larryho doma a vyhrožuje mu žalobou za pomluvu, pokud by Larry obvinil Cliva z úplatkářství, nebo žalobou za ponechání si peněz, pokud by nenechal Cliva úspěšně absolvovat.
Na nátlak Judith a Sye se Larry a Arthur stěhují do blízkého motelu. Judith mezi tím vybrala veškeré jejich společné úspory z banky, takže se Larry, kterému nezbyl ani dolar, obrací k soucítícímu rozvodovému právníkovi (Adam Arkin). Zároveň se Larry dozvídá, že Arthur čelí obvinění ze sexuálního obtěžování a sodomie, navzdory své snaze se seznámit na večírcích pro nezadané.
Aby se Larry dokázal vyrovnat s událostmi, které se okolo něj dějí, obrátí se na svou židovskou víru. Domluví si konzultace se dvěma rabíny (Simon Helberg a George Wyner), kteří ale Larryho nedokáží pochopit a zdá se, že je jeho problémy vůbec nezajímají. Hlavní rabín z jeho synagogy je zaneprázdněn a nemá čas jej vyslechnout. Larryho duševní stav dojde na hranici únosnosti, když mají on a Sy Ableman autonehodu ve stejnou dobu, každý ale na jiném místě. Larry vyvázne bez zranění, Sy při nehodě umře. Na naléhání Judith Larry zaplatí za Syův pohřeb, i když k tomu nevidí důvod.
Larry je hrdý a pyšný na Dannyho při jeho obřadu bar micva, ale není si vědom jeho vypjatých nervů a ovlivnění marihuanou. Během obřadu se Judith omluví Larrymu za všechny nedávné trable a prozradí mu, že ho měl Sy rád natolik, že dokonce napsal dopis komisi, která rozhoduje o Larryho přijetí na trvalou pozici profesora. Danny se po obřadu setká s hlavním rabínem synagogy, který odcituje část textu písně Somebody to Love kapely Jefferson Airplane, vrátí Dannymu jeho tranzistor a doporučí mu, aby už byl hodný chlapec.
Vedoucí Larryho katedry mu gratuluje k Dannyho Bar micva a naznačí, že bude přijat jako stálý profesor. Potom, co dostane vysoký účet za Arthurova právníka, rozhodne se Larry na jeho zaplacení použít peníze od Cliva a nechat ho dokončit předmět. Načež Larrymu zavolá jeho doktor, který ho potřebuje urgentně vidět ohledně výsledků jeho rentgenových snímků z předchozí návštěvy. Ve stejnou chvíli se Dannyho učitel snaží otevřít nouzový úkryt, protože se ke škole blíží ničivé tornádo.

## Herecké obsazení
| Postava                 | Herec               |
| ----------------------- | ------------------- |
| Lawrence "Larry" Gopnik | Michael Stuhlbarg   |
| Arthur Gopnik           | Richard Kind        |
| Judith Gopnik           | Sari Lennick        |
| Sy Ableman              | Fred Melamed        |
| Danny Gopnik            | Aaron Wolff         |
| Sarah Gopnik            | Jessica McManus     |
| Rabín Marshak           | Alan Mandell        |
| Don Milgram             | Adam Arkin          |
| Rabín Nachter           | George Wyner        |
| Paní Vivienne Samsky    | Amy Landecker       |
| Mimi Nudell             | Katherine Borowitz  |
| Velvel                  | Allen Lewis Rickman |
| Dora                    | Yelena Shmulenson   |
| Traitle Groshkover      | Fyvush Finkel       |
| Rabín Scott Ginsler     | Simon Helberg       |
| Mark Sallerson          | Andrew S. Lentz     |
| Howard Altar            | Jack Swiller        |
| Řidič školního autobusu | Tim Harlan-Marks    |
| Ronnie Nudell           | Benjy Portnoe       |
| Mitch Brandt            | Brent Braunschweig  |
| Arlen Finkle            | Ari Hoptman         |
| Solomon Schultz         | Michael Lerner      |
| Clive                   | David Kang          |
| Clivův otec             | Steve Park          |
| Pan Brandt              | Peter Breitmayer    |

## Produkce
Lokacím ve filmu byla věnována veliká pozornost. Bratři Coenové chtěli najít sousedství s originálními příměstskými domy, které by vypadaly stejně jako domy ze 60. let ze St. Louis Park v Minnesotě. Nejdříve se projelo velké množství možných lokalit, než se shodli na lokaci ve městě Bloomington v Minnesotě.
Pro tento film se k bratrům Coenovým opět přidal kameraman Roger Deakins, který s bratry Coenovými takto pracoval již na desátém filmu.
Kostýmová výtvarnice Mary Zophres se u film Seriózní muž k bratrům Coenovým vrátila již po deváté.
Finální filmové titulky obsahují vtipný dodatek: "Při natáčení filmu nebyli zraněni žádní židé."

## Premiéra a vydání filmu
Film byl v České republice do kin uveden 19. srpna 2010 a na DVD byl později vydán 30. listopadu 2011
V roce 2013 byl film pro české publikum zpřístupněn na českém internetovém obchodě iTunes Store

### Ocenění

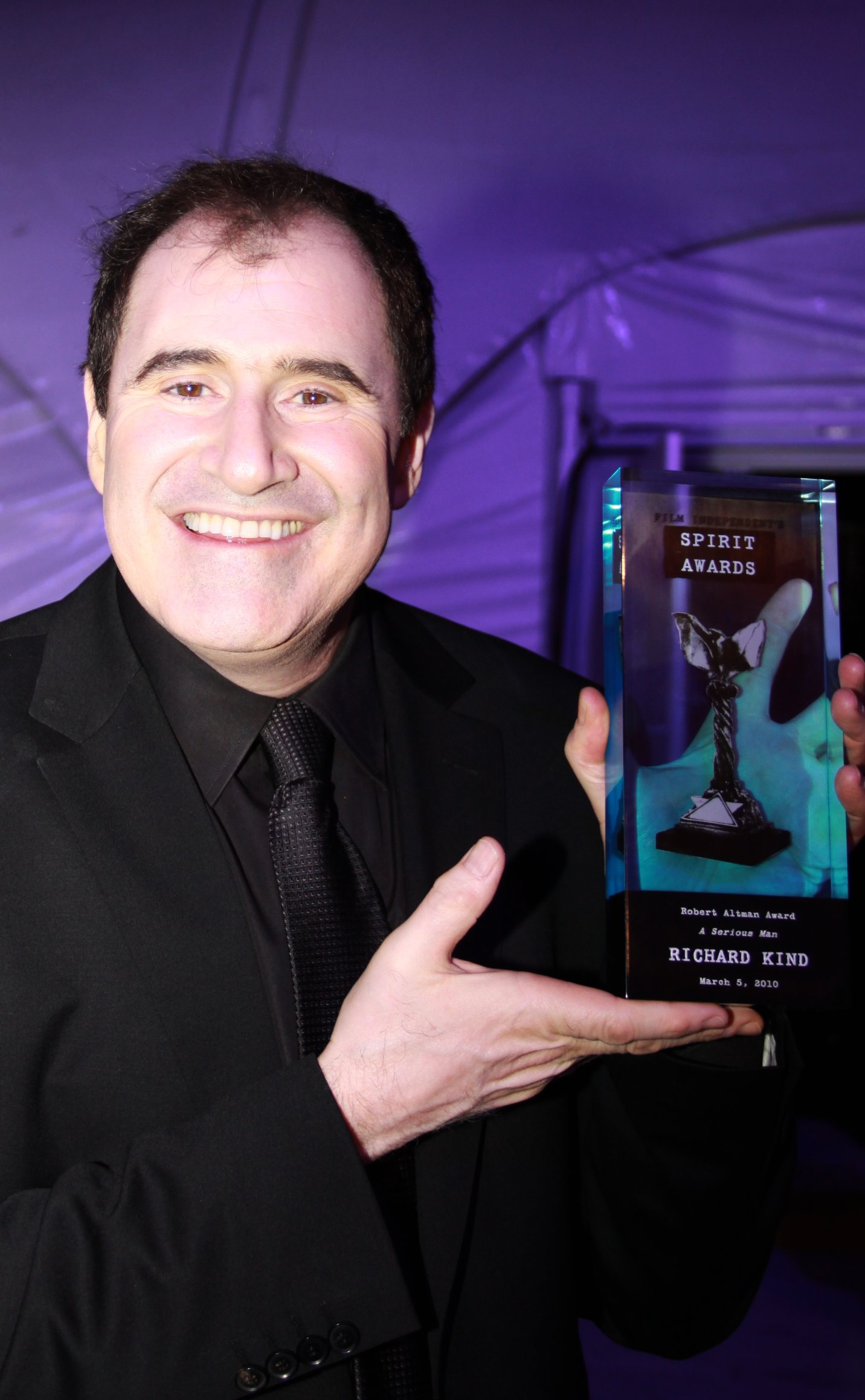
Richard Kind drží cenu Roberta Altmana, kterou dostal na udílení cen Independent Spirit Awards v Los Angeles

Stuhlbarg dostal ocenění Chaplin Virtuoso Award na mezinárodním filmovém festivalu v Santa Barbaře a byl nominován na nejlepšího herce na 67. předávání cen Zlatý glóbus. Stuhlbarg, Kind, Melamed a Lennick byli nominováni na cenu Gotham Award za nejlepší herecký výkon skupiny herců. Ethan a Joel Coenovi, obsazující režiséři Ellen Chenoweth a Rachel Tenner, společně s herci Kindem, Lennickem, Melamedem, Stuhlbargem, Wollfem a herečka McMannus byli oceněni cenou Roberta Altmana. Roger Deakins obdržel v roce 2009 cenu za nejlepší kameru na Hollywood Awards, na udílení cen San Francisco Film Critics Circle Awards, také ocenění Nikola Tesla Award na udílení cen Satellite Awards a také cenu za nejlepší kameru na Independent Spirit Awards.
Bratři Coenové získali v roce 2009 množství ocenění a nominací za nejlepší původní scénář. Film Seriózní muž byl vybrán jako jeden z deseti nejlepších filmů roku 2009 asociací National Board of Review of Motion Pictures, Americkým filmovým institutem a asociací Southern Film Critics Association.